# Epipremnum amplissimum
Epipremnum amplissimum (Schott) Engl. – gatunek wieloletnich, wiecznie zielonych pnączy z rodziny obrazkowatych, pochodzących z obszaru od Nowej Gwinei do Vanuatu, zasiedlających lasy wiecznie zielone.